# Recep Ünalan

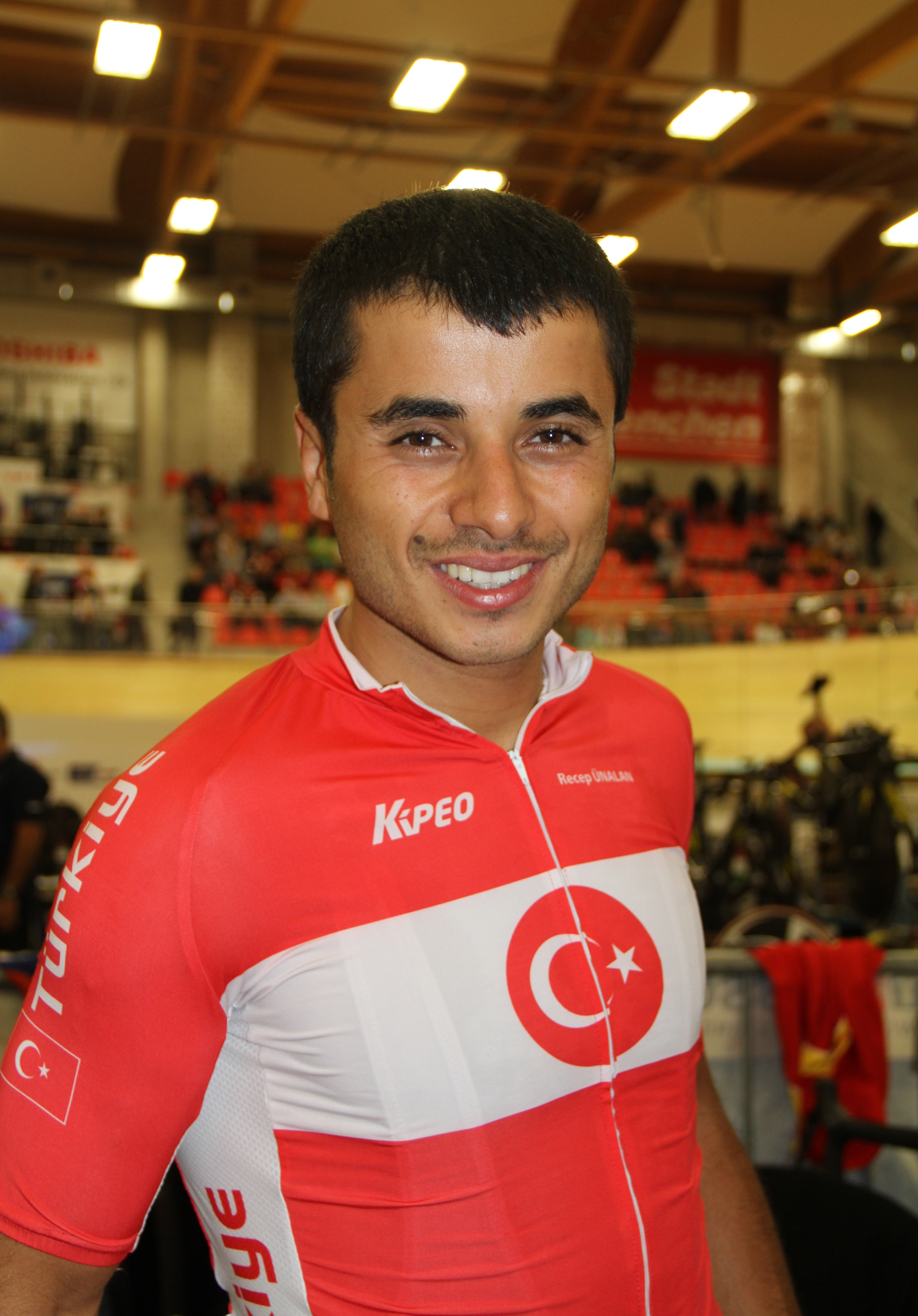
Recep Ünalan (2015)

Recep Ünalan (* 9. April 1990) ist ein türkischer Radrennfahrer.
Recep Ünalan belegte 2010 bei der Straßen-Radweltmeisterschaft in Melbourne den 94. Platz im Straßenrennen der U23-Klasse. Seit 2011 fährt er für das Manisaspor Cycling Team. Bei der Tour of Isparta wurde er Etappenvierter, Etappendritter und er konnte die letzte Etappe des Rennens für sich entscheiden. In der Gesamtwertung belegte er den neunten Rang. Bei der ZLM Tour startete er mit der UCI-Auswahl und wurde dort Zehnter.
Im Oktober 2011 startete Ünalan bei den Bahn-Europameisterschaften in Apeldoorn und belegte im Omnium Rang zehn. Bei den Balkan-Meisterschaften 2013 gewann er das Straßenrennen.

## Erfolge
2011
- eine Etappe Tour of Isparta
- zwei Etappen und Gesamtwertung Tour of Gallipoli

2013
- Straßenrennen Balkan-Meisterschaften

2015
- eine Etappe Tour of Canakkale

## Teams
- 2011 Manisaspor Cycling Team
- 2012 Salcano-Arnavutköy
- 2013 Kocaeli Brisa Spor

- 2015 Brisaspor